# 卡斯皮薩帕區
6°57′27″S 76°25′20″W / 6.9576°S 76.4222°W
卡斯皮薩帕區（西班牙語：Distrito de Caspisapa），是秘魯的一個區，位於該國中北部聖馬丁大區的皮科塔省，始建於1944年1月31日，面積81.4平方公里，海拔高度230米，2005年人口1,998，人口密度每平方公里25人。